# سیاست در جمهوری چک
نظام سیاسی جمهوری چک یک دموکراسی نیابتی پارلمانی چندحزبی است که نخست‌وزیر در آن رئیس دولت تلقی می‌شود. پارلمان این کشور دو مجلسی است و اعضای مجلس نمایندگان ۲۰۰ نفر و اعضای مجلس سنا ۸۱ نفر هستند. در آخرین انتخابات سنای این کشور ائتلاف حاکم حزب سوسیال دموکرات چک (ČSSD)، آنو ۲۰۱۱ و اتحادیه مسیحی و دموکراتیک (KDU-ČSL) اکثریت سنا را در دست خود حفظ کردند.
دوره ریاست جمهوری چک پنج ساله است. در نظام پارلمانی چک، رئیس‌جمهور از قدرت چندانی برخوردار نیست و در اداره امور کشوری به‌طور مستقیم نقشی ندارد اما در دوره‌های گذشته در فضای سیاسی کشور تأثیر به‌سزایی داشته‌است. رئیس‌جمهور اما در تشکیل کابینه دخالت می‌کند و وظیفه گزینش قاضی‌های دادگاه حفاظت از قانون اساسی را نیز به عهده دارد. طبق قانون اساسی چک، معرفی نخست‌وزیر، انتصاب هیئت مدیره بانک مرکزی، انتصاب قضات دادگاه قانون اساسی (با تأیید مجلس سنا) و عفو زندانیان از جمله اختیارات رئیس‌جمهور است.
دانشجویان چکسلواک در سال ۱۹۸۹ مجموعه‌ای از اعتراضات را علیه حکومت کمونیستی به راه انداختند. این حرکت به رهبری واتسلاو هاول، نمایشنامه نویس و فعال دموکراسی، با میلیون‌ها حامی، امور جاری کشور را از طریق تظاهرات و اعتصاب مختل کرد و موفق شد یک کشور تازه و دموکرات را شکل بدهد. هاول با هماهنگ‌کردن موفقیت‌آمیز سلسله‌ای از تظاهرات عمومی و اعتصابات در یک دورهٔ سه هفته‌ای، به چهره اصلی مخالفان چک مبدل شده و این گروه را در مذاکرات با دولت در اوایل دسامبر ۱۹۸۹ هدایت کرد.
در ۲۸ نوامبر سال ۱۹۸۹، یک روز پس از اعتصاب عمومی شهروندان، حزب کمونیست رسماً از انحصار قدرت سیاسی در چکسلواکی دست کشید تا به حکومت چندحزبی امکان بروز دهد. در ۱۰ دسامبر، رئیس‌جمهور کمونیست، گوستاو هوزاک، استعفا داد و در ۲۹ دسامبر، پارلمان چک، واتسلاو هاول را به ریاست جمهوری چکسلواکی آزاد منصوب کرد. هاول به عنوان آخرین رئیس‌جمهور کشور چکسلواکی و اولین رئیس‌جمهور چک پس از تقسیم چکسلواکی به دو کشور چک و اسلواکی، گذار تاریخی دولت به دموکراسی را تسهیل کرده و اولین انتخابات آزاد و منصفانه را در ژوئن ۱۹۹۰ برگزار کرد. دولت جدید، قوانینی مبنی بر آزادی در حوزه سیاست و اقتصاد تصویب کرد و جامعه‌ای باز و آزاد را ایجاد کرد. واتسلاو هاول تا سال ۲۰۰۳ مقام ریاست‌جمهوری را حفظ کرد. او به خاطر فعالیت مدنی و رهبری سیاسی‌اش جوایز بی‌شماری دریافت کرد.
واتسلاو کلاوس از ۲۰۰۳ تا ۲۰۱۳ رئیس‌جمهور چک بود. برای بار دوم در انتخابات ریاست جمهوری چک پیروز شد. رقیب اصلی وی در آن انتخابات یان اسوینار استاد اقتصاد دانشگاه میشیگان بود کلاوس از سوی ۱۴۱ قانونگذار پارلمان در دور سوم انتخابات مورد حمایت قرار گرفت و این در حالی بود که وی تنها به ۱۴۰ رای نیاز داشت. یان اسوینار ۱۱۱ رای کسب کرد و یانا بوبوسیکووا که نمایندهٔ حزب کمونیست چک بود، اندکی قبل از رای‌گیری کناره‌گیری کرد. کلاوس پیش از آن وزیر اقتصاد چکسلواکی بود و به خاطر اصلاحات بازرگانی در این کشور از محبوبیت ویژه‌ای برخوردار است. وی در سال ۱۹۹۳ که چکسلواکی به دو کشور جمهوری چک و اسلواکی تجزیه شد، نخست‌وزیر جمهوری چک شد. هم چنین از سال ۱۹۹۸ تا سال ۲۰۰۲ رئیس مجلس چک بود. کلاوس چندین بار دربارهٔ از مرکزیت‌گرایی اتحادیهٔ اروپا شکایت کرده‌بود.

## میلوش زمان
میلوش زِمان که پیشتر سابقه نخست‌وزیری چک را هم در کارنامه دارد، سال ۲۰۱۳ در نخستین تجربه انتخاب مستقیم رئیس‌جمهور چک توسط مردم به عنوان رئیس‌جمهور برگزیده شد. او سومین رئیس‌جمهور چک از زمان سقوط کمونیسم در این کشور اروپای مرکزی است. واتسلاو هاول، و واتسلاو کلاوس، دو چهره‌ای که پیش از او ریاست جمهوری چک را به عهده داشتند، منتخب پارلمان این کشور بودند.
میلوش زمان که از سال ۲۰۱۳ مقام ریاست جمهوری چک را به عهده دارد، سیاستمداری از جناج چپ میانه بود که به راست گرایید و به یکی از طرفداران پروپا قرص روسیه و مخالفان سرسخت سیاست‌مهاجرپذیری اتحادیه اروپا تبدیل شد. او ادغام مسلمانان در جوامع اروپایی را «غیرممکن» می‌داند و با شعارهای ضدمسلمان به تب ملی‌گرایی در کشورش دامن زده‌است. زمان به‌شدت با پذیرش ۲ هزار و ۶۰۰ پناهجویی که اتحادیه اروپا به عنوان سهمیه جمهوری چک در نظر گرفته، مخالف است. اما رقیب انتخاباتی او در دور دوم ریاست‌جمهوری، یعنی ییژی دراهوش، تأکید می‌کند که کشورش توان پذیرش این تعداد پناهجو را دارد.
زمان در دور دوم انتخابات ریاست جمهوری چک در ژانویه ۲۰۱۸ برای دومین بار رئیس جمهوری این کشور شد. در دور دوم انتخابات ریاست جمهوری حدود ۶۵ درصد از ۸ میلیون و ۴۰۰ نفر واجد شرایط در انتخابات شرکت کردند. میلوش زمان ۵۱ و هشت‌دهم درصد آراء را کسب کرد و رقیب او ییژی دراهوش به ۴۸ و دودهم درصد آرا دست یافت. دراهوش پروفسور شیمی ۶۸ ساله بود که تا آن زمان در صحنه سیاست فعالیتی نداشت. او از سال ۲۰۰۹ تا ۲۰۱۷ رئیس آکادمی علوم جمهوری چک بود. اکثر نامزدهای شکست خورده دور نخست، طرفداران خود را به انتخاب دراهوش در دور دوم فراخوانده بودند.
دراهوش دیدگاه‌هایی لیبرال و متمایل به اتحادیه اروپا دارد، او گفته‌است که نگران اوج‌گیری افراط‌گرایی و عوام‌گری در کشور است. او همچنین روسیه را به لحاظ خصومتش با ناتو به عنوان یک تهدید امنیتی تلقی کرده بود.
طرفداران زِمان شهروندان لایه‌های ضعیف شهرنشین و روستاییان هستند. از میان جمعیت ۱۰ میلیون و۶۰۰ هزار نفری چک، بیشتر طرفداران زمان، بیرون از شهرهای بزرگ هستند. اما دراهوش از حمایت طبقه متوسط به بالای جامعه و همچنین شهروندانی که تحصیلات عالی دانشگاهی دارند برخوردار است.

## آندری بابیش
آندری بابیش، نخست‌وزیر جمهوری چک، بنیان‌گذار جنبش اعتراضی حزب «آنو» (آری) است، و حزب او در سال ۲۰۱۳ میلادی ۱۸/۷ درصد آرا را در انتخابات پارلمانی چک داشت و دومین نیروی مجلس محسوب می‌شد. رسانه‌های چک از آندری بابیش که سرمایه‌داری بزرگ است، با عنوان «دونالد ترامپ جمهوری چک» یاد می‌کنند.
او با شعارهایی علیه پذیرش پناهجویان و الحاق به منطقه یورو وارد مبارزات انتخاباتی شد. مجله فوربس او را با چهار میلیارد دلار دارایی، دومین ثروتمند چک معرفی کرده‌است. بابیش پیشتر وزیر دارایی چک بوده اما در ماه مه ۲۰۱۷ به ظن کلاهبرداری و تقلب مالیاتی از این مقام خلع شد. در ماه سپتامبر نیز مجلس چک مصونیت سیاسی او را به خاطر همین اتهام لغو کرد.

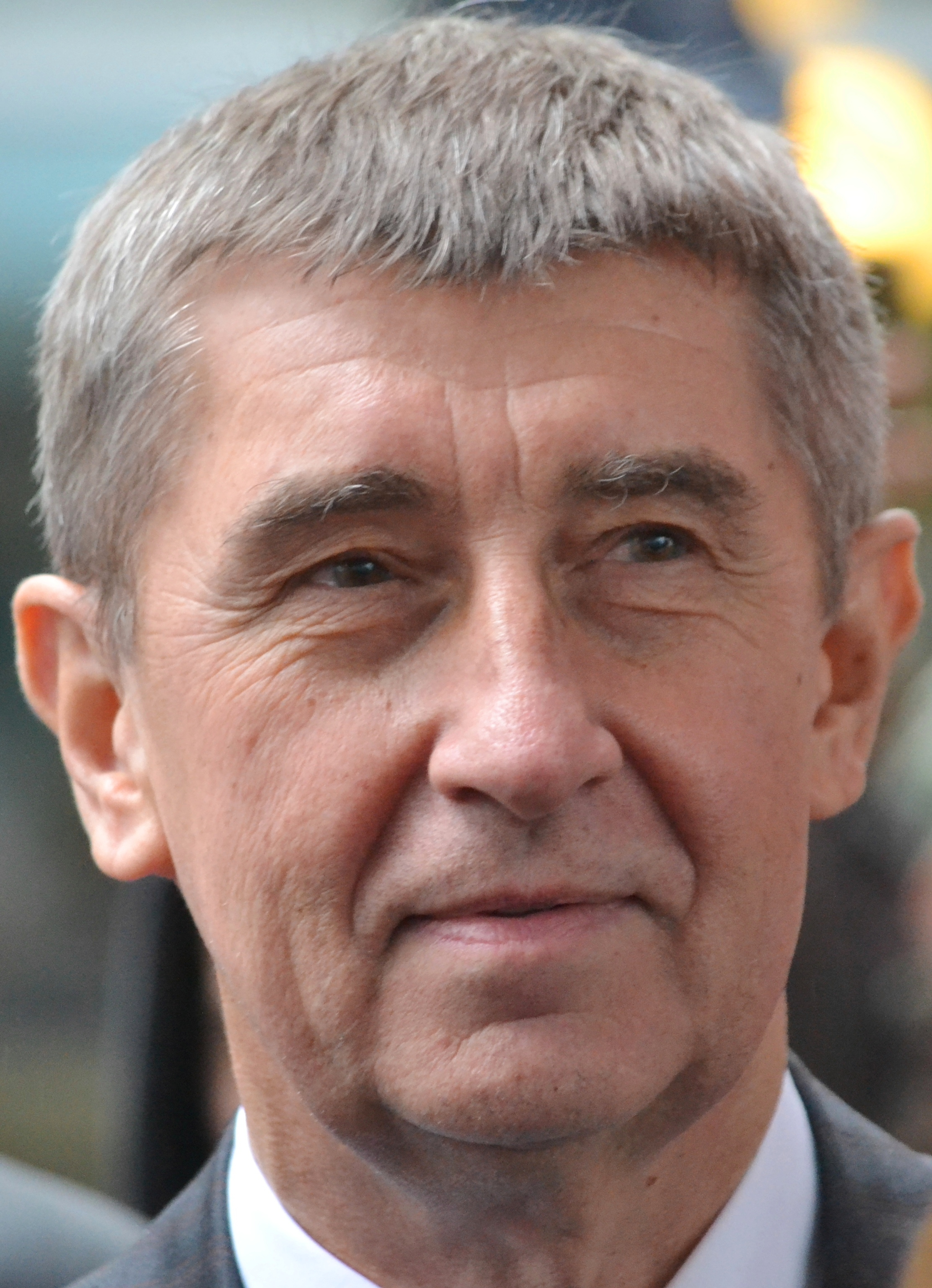
آندری بابیش، نخست‌وزیر.

بابیش که صاحب شرکت‌های مواد غذایی، فراورده‌های شیمیایی و مجموعه رسانه‌ای «اگروفرت» است، اتهام اختلاس را رد کرده‌است. آندری بابیش نیز پس از پیروزی حزبش در انتخابات پارلمانی اکتبر ۲۰۱۷ به عنوان نخست‌وزیری جمهوری چک برگزیده شد. آندری بابیش به اتهام سوء استفاده از بودجه اروپا تحت پیگرد قضایی است، امری که او تکذیب می‌کند.
حزب پوپولیست «آنو» آندری بابیش در انتخابات پارلمانی اکتبر ۲۰۱۷ میلادی موفق شد از مجموع ۲۰۰ کرسی ۷۸ کرسی را به دست بیاورد اما آندری بابیش در آغاز از ایجاد ائتلاف با شرکای ائتلاف بازماند.
در دسامبر ۲۰۱۷ (خرداد ۱۳۹۷) میلوش زِمان رئیس جمهوری چک، آندری بابیش، میلیاردر و کمونیست سابق این کشور را برای بار دوم به عنوان نخست‌وزیر برگمارد تا وی تلاش کند به همراه سوسیال - دموکرات‌ها ائتلافی را تشکیل دهد که کمونیست‌ها به‌طور غیررسمی از آن حمایت می‌کنند. رئیس‌جمهور نیز عضو سابق حزب کمونیست است که به عنوان حامی روسیه و چین در بین مردم مشهور است.
البته پارلمان جمهوری چک از تأیید کابینه تک‌حزبی به ریاست بابیش سر باز زد. مذاکرات حزب بابیش موسوم به «اقدام شهروندان ناراضی» – به اختصار ANO – با حزب اپوزیسیون سوسیال دموکراتیک چک که سه ماه به طول انجامید به ایجاد دولتی ائتلافی با ۹۳ کرسی متشکل از ۷۸ کرسی متعلق به حزب بابیش و ۱۵ حزب برای حزب اپوزیسیون منجر شد. ۱۵ کرسی دیگر برای کمونیست‌ها بود.
همزمان هزاران نفر از مردم جمهوری چک در سراسر کشور در اعتراض به خواسته بابیش برای تشکیل دولتی که به‌طور ضمنی از سوی کمونیست‌ها حمایت می‌شود، تجمع کردند. حزب کمونیست پیش از این حمایت خود را از بابیش وعده داده بود. این حزب آشکارا با افزایش شمار نظامیان چک در مأموریت‌های سازمان ملل متحد و سازمان پیمان آتلانتیک شمالی (ناتو) به ویژه در کشورهای منطقه بالتیک مخالف است.
در خرداد ۹۷ حزب سوسیال دموکرات جمهوری چک میروسلاو پوخه، یکی از اعضای پارلمان اروپا را برای تصدی وزارت امور خارجه این کشور معرفی کرد که انتقادات زیادی را از سوی میلوش زمان، رئیس جمهوری چک و حزب کمونیست این کشور به دنبال داشت. «زمان» و حزب کمونیست مدعی هستند که پوخه در پارلمان اروپا به جریمه اعضای اتحادیه اروپا که تمام سهمیه مهاجران خود را نمی‌پذیرند، رای داده‌است و این خلاف سیاست‌های جمهوری چک در خصوص مسئله مهاجران است. پوخه این ادعا را تکذیب کرده‌است. وویتش فیلیپ، رهبر حزب کمونیست این کشور در مناظره‌ای که از تلویزیون جمهوری چک در حال پخش بود، اظهار کرد، در صورتی که پوخه وزیر امور خارجه شود، کمونیست‌ها از دولت حمایت نخواهند کرد.

### اتهام فساد به بابیش
پلیس در سال ۱۳۹۶ بابیش و دو نفر از فرزندانش را متهم به تقلب کرده و اعلام کرد: آن‌ها حدود یک دهه پیش در اسناد مالکیت یکی از شرکت‌های متعلق به بابیش دستکاری کرده‌اند تا این شرکت واجد دریافت ۲ میلیون یورو کمک دولتی بشود.
بابیش که زاده اسلواکی است و یکی از غول‌های ثروت در جمهوری چک به‌شمار می‌آید با اتهام تقلب در دریافت یارانه از اتحادیه اروپا در سال ۲۰۰۷ به ارزش ۲٫۵ میلیون دلار مرتبط با کمپانی هولدینگش به نام «آگروفرت» روبه‌روست.
در آبان ۱۳۹۷ آندری بابیش اتهام‌ها علیه خود در خصوص اخلال در تحقیقات مربوط به تقلب و کلاهبرداری را رد و تأکید کرد که استعفا نمی‌دهد. او هرگونه تخلف را تکذیب می‌کند و تحقیقاتی را که علیه او در حال انجام است، یک توطئه می‌داند. این در حالی است که یکی از هم‌پیمانان رده‌پایین‌تر حزب حاکم در دولت گفته که در حال بررسی ترک کابینه است و این تصمیم را بعد از انتشار صحبت‌های پسر بابیش گرفته‌است که گفته بود پدرش سال گذشته از او خواسته برای عدم شرکت در بازجویی پلیس خود را پنهان کند.
این اعتراضات دو روز پس از آن بود که تظاهراتی به منظور مطالبه استعفای این نخست‌وزیر میلیاردر جمهوری چک به علت «فساد» برگزار شد. این اعتراضات در میدان واتسلاو در منطقه قدیمی شهر پراگ همراه با جشن‌های مربوط به سالگرد انقلاب مخملی ۱۹۸۹ برای سرنگونی دولت کمونیستی چک و اسلواکی سابق همراه بود.

## قضیه انتقال سفارتخانه در اسرائیل
در اردیبهشت ۹۷، میلوش زمان رئیس جمهوری چک اعلام کرد که کشورش سفارت خود را از تل‌آویو به اورشلیم منتقل خواهد کرد. این در حالی است که آندری بابیش نخست‌وزیر جمهوری چک اعلام کرد که کشورش هرگز سفارت خود را به قدس منتقل نخواهد کرد. زیرا این اقدام با موضعگیری اتحادیه اروپا و سازمان ملل تضاد دارد.
در واکنش به این تحولات، بنیامین نتانیاهو، نخست‌وزیر اسرائیل در استقبال از میلوش زمان، در راستای تشویق او به تصمیم‌گیری دربارهٔ انتقال سفارت کشورش از تل‌آویو به اورشلیم، منزل شخصی‌اش واقع در اورشلیم غربی را برای این کار پیشنهاد کرد.